# ماريان روبرتسون ويلسون
ماريان روبرتسون ويلسون (بالإنجليزية: Marian Robertson Wilson)‏ هي لغوية أمريكية، ولدت في 1926، وتوفيت في 8 أبريل 2013.